# 1191
Évszázadok: 11. század – 12. század – 13. század
Évtizedek: 1140-es évek – 1150-es évek – 1160-as évek – 1170-es évek – 1180-as évek – 1190-es évek – 1200-as évek – 1210-es évek – 1220-as évek – 1230-as évek – 1240-es évek
Évek: 1186 – 1187 – 1188 – 1189 –  1190 – 1191 – 1192 – 1193 – 1194 – 1195 – 1196

## Események

### Határozott dátumú események
- március-április – III. Celesztin pápa trónra lépése. (Pontifikátusa 1198-ig tart.)[1]
- április 14. – VI. Henrik német-római császárrá koronázása. (1197-ig uralkodik.)
- május 12. – I. Richárd angol király és Navarrai Berengária házassága Limassolban.[2]
- május 13-tól május végéig – I. Richárd angol király elfoglalja Ciprust.[3]
- július 10. – A muzulmánok újfent visszahódítják – az 1189-ben, a keresztesek által visszafoglalt portugál várost – Silvest.[4]
- július 11. – Az angol és francia keresztes hadak elfoglalják Akkont.[5]
- szeptember 7. – Az arszufi csatában I. Richárd serege legyőzi Szaladin szultán seregét.[6]

### Határozatlan dátumú események
- az év elején – III. Kelemen pápa a spalatói érsekség minden jogát megerősíti és Spalato alá 12 – részben már csak címében létező – püspökséget rendel.[7]
- az év folyamán – 
  - A magyar hajóhad a trevi előfoknál legyőzi a velencei hajóhadat, ezt követően a felek kétévi fegyverszünetet kötnek.
  - Bern svájci város alapítása.

## Születések
- február 8. – II. Jaroszlav vlagyimiri nagyfejedelem (* 1246)

## Halálozások
- március 28. – III. Kelemen pápa[8] (* 1130)